# Plasmodium falciparum
Plasmodium falciparum là một ký sinh trùng đơn bào, một trong những loài Plasmodium gây bệnh sốt rét ở người. Nó được truyền bởi muỗi Anopheles cái. Bệnh sốt rét gây ra bởi loài này (còn gọi là ác tính hoặc falciparum malaria) là dạng nguy hiểm nhất của bệnh sốt rét, với tỷ lệ cao nhất các biến chứng và tử vong. Theo báo cáo Tổ chức Y tế thế giới mới nhất trong năm 2014, có 198 triệu ca sốt rét trên toàn thế giới vào năm 2013, với số người chết ước tính 584.000 người.. Nó là giống phổ biến hơn ở vùng châu Phi cận Sahara hơn ở nhiều khu vực khác của thế giới; ở hầu hết các nước châu Phi, hơn 75% các trường hợp là do P. falciparum, trong khi ở hầu hết các nước khác lây truyền bệnh sốt rét,, loài plasmodial ít độc lực khác chiếm ưu thế. Hầu như mọi cái chết sốt rét do P. falciparum.